# حقل أبرق التلول
حقل أبرق التلول هو حقل للزيت والغاز يقع في منطقة الحدود الشمالية في المملكة العربية السعودية. أعلن وزير الطاقة السعودي الأمير عبد العزيز بن سلمان عن اكتشاف الحقل في 30 أغسطس 2020.

## الإنتاج
أوضح وزير الطاقة السعودي الأمير عبد العزيز بن سلمان في تصريح لوكالة الأنباء السعودية، أن «الزيت العربي الخفيف الممتاز غير التقليدي تدفق من مكمن الشرورا في حقل أبرق التلول في الجنوب الشرقي من مدينة عرعر، بمعدل 3189 برميلًا يوميًا، مصحوبا بنحو 1.1 مليون قدم مكعبة قياسية من الغاز في اليوم، فيما تدفق الغاز من مكمن القوّارة في الحقل نفسه، بمعدل 2.4 مليون قدم مكعبة قياسية في اليوم، مصحوبا بـ49 برميلًا يوميًا من المكثفات.»